# Народное лейбористское движение
Народное лейбористское движение (англ. People's Labour Movement) — гренадская политическая партия, основанная Фрэнсисом Алексисом. Выступает в альянсе с Объединённой лейбористской партией под лозунгами социального популизма. В парламенте не представлена.

## Создание
В 1995 году из партии Национально-демократический конгресс (NDC) вышла группа политиков во главе с бывшим генеральным прокурором Гренады Фрэнсисом Алексисом. К тому времени Алексис был весьма опытным деятелем. В 1983 он создал эмигрантское антикоммунистическое Демократическое движение Гренады (GDM), в 1984 вступил в Новую национальную партию (NNP), в 1987 перешёл из консервативной NNP в либеральный NDC.
Первоначально новая организация, учреждённая Алексисом, получила название Демократическая лейбористская партия, но вскоре была переименована в Народное лейбористское движение (PLM). Переименование отразило популистские установки Алексиса (во многом повторявшие гейризм в принципиально новых условиях).

## Альянс и программа
Политическая ниша специфического «карибского лейборизма», избранная Фрэнсисом Алексисом, занята в гренадской политике Объединённой лейбористской партией (GULP), основанной Эриком Гейри ещё в 1950 году. Между PLM и GULP возник закономерный альянс. На выборах 1999 PLM поддерживало кандидатов GULP. В 2003 выступало самостоятельно, а к выборам 2008 учредило совместную с GULP Лейбористскую платформу. Главным партнёром Фрэнсиса Алексиса в GULP являлся Рейнольд Бенджамин, его давний соратник по GDM.
PLM и Лейбористская платформа в целом выдвигали лозунги стимулирования национальной экономики и человеческих ресурсов, предлагали разработку нефтегазовых месторождений, акцентировали вопросы молодёжной политики, выступали за конституционную реформу и развитие самоуправления. При этом Фрэнсис Алексис высказывался в стиле Гейри, прозрачно намекая на готовность применить силовые методы в предвыборной борьбе (разумеется, для самообороны).

## Результаты
В 2003 году PLM получила на выборах около 2 % голосов. В 2008 Лейбористская платформа потерпела ещё более тяжёлое поражение, собрав 0,84 %. Представители PLM не получали парламентских мандатов.
Партия ослаблялась перманентной внутренней борьбой за лидерство между Фрэнсисом Алексисом и известным врачом Терренсом Марришоу, представителем левых сил. Ранее Марришоу возглавлял Патриотическое движение имени Мориса Бишопа, влившееся в PLM в 2002 году. Сам факт пребывания в одной партии Алексиса (решительного противника Мориса Бишопа и Нового движения ДЖУЭЛ) с Марришоу (активным сторонником Бишопа и его режима) много говорит о специфике PLM.
В выборах 2013 PLM не участвовала.